# Кунса
Кунса, Kunza, известен също като език атакаменьо, атакамски език, ликанантай, липе, улипе е изчезнал днес индиански език, на който е говорил наръдът атакаменьо, населявал северните части на Чили, Южно Перу, Северозападна Аржентина и Южна Боливия.
Езикът изчезнал в средата на XX век, последният говорещ кунса е живял през 1949 г. Съществува речник на езика кунса. Днес атакаменьо говорят само испански, като общата численост на този народ в наши дни е около 2000 души (W. Adelaar).